# LC Custodes Radotín
LC Custodes Radotín je pražský lakrosový klub.
Od roku 1987 hrají nejvyšší domácí soutěž v boxlakrosu – NBLL. Od roku 1992 hrají také nejvyšší domácí soutěž ve fieldlakrosu – NFLL. Klub hraje svá domácí utkání v areálu TJ Sokol Radotín v ulici Vykoukových v Radotíně. Klub je registrován jako občanské sdružení.

## Historie
- 1980 - Založení lakrosového klubu Lacrosse Club Custodes Radotín
- 1987 - Vstup do nejvyšší domácí soutěže - NBLL
- 1992 - Vstup do nejvyšší domácí soutěže - NFLL

## Týmy a soutěže
- Muži - LC Custodes Radotín - Národní boxlakrosová liga, Národní Field Lakrosová Liga
- Muži - LC Wolves Radotín - Národní boxlakrosová liga, Národní Field Lakrosová Liga
- Muži - LC Shadows - Druhá boxlakrosová liga
- Ženy - LC Girlz - Národní Liga Ženského Lakrosu